# Урбанова, Катержина
Катержи́на У́рбанова (чеш. Kateřina Urbanová; род. 1 июня 1984) — чешская кёрлингистка и тренер по кёрлингу.

## Достижения
- Чемпионат Чехии по кёрлингу среди женщин: золото (2007, 2008, 2012, 2014), серебро (2006, 2013, 2019), бронза (2009, 2015, 2017).

## Команды
| Сезон   | Четвёртый          | Третий          | Второй             | Первый                                  | Запасной                                | Тренер                        | Турниры                              |
| ------- | ------------------ | --------------- | ------------------ | --------------------------------------- | --------------------------------------- | ----------------------------- | ------------------------------------ |
| 2007—08 | Катержина Урбанова | Ленка Черновска | Яна Шафарикова     | Dana Chabicovska (ЧЕ) Сара Ягодова (ЧМ) | Сара Ягодова (ЧЕ) Яна Шиммерова (ЧМ)    | Vlastimil Vojtus              | ЧЕ 2007 (8 место) ЧМ 2008 (12 место) |
| 2008—09 | Катержина Урбанова | Ленка Черновска | Яна Шафарикова     | Яна Шиммерова                           | Зузана Гайкова (ЧЕ)                     | Edward Dezura                 | ЧЕ 2008 (10 место)                   |
| 2009—10 | Линда Климова      | Ленка Черновска | Камила Мошова      | Катержина Урбанова                      |                                         |                               |                                      |
| 2011—12 | Линда Климова      | Камила Мошова   | Ленка Черновска    | Катержина Урбанова                      | Paula Proksikova (ЧЕ) Сара Ягодова (ЧМ) | Vladimir Cernovsky            | ЧЕ 2011 (8 место) ЧМ 2012 (12 место) |
| 2012—13 | Линда Климова      | Камила Мошова   | Анна Кубешкова     | Катержина Урбанова                      | Тереза Плишкова                         | Карел Кубешка Даниэль Рафаэль | ЧЕ 2012 (8 место)                    |
| 2012—13 | Линда Климова      | Камила Мошова   | Paula Proksikova   | Катержина Урбанова                      |                                         |                               |                                      |
| 2013—14 | Линда Климова      | Камила Мошова   | Paula Proksikova   | Катержина Урбанова                      |                                         |                               |                                      |
| 2014—15 | Линда Климова      | Камила Мулацова | Катержина Урбанова | Katerina Samueliova                     | Зузана Гайкова (ЧЕ)                     | Давид Шик                     | ЧЕ 2014 (10 место)                   |

(скипы выделены полужирным шрифтом)

## Результаты как тренера национальных сборных
| Год  | Турнир                                                          | Сборная             | Место |
| ---- | --------------------------------------------------------------- | ------------------- | ----- |
| 2011 | Чемпионат мира по кёрлингу на колясках 2011                     | Чехия (на колясках) | 10    |
| 2012 | Чемпионат мира по кёрлингу на колясках 2013 (квалификация 2012) | Чехия (на колясках) | 5     |
| 2014 | Чемпионат мира по кёрлингу на колясках 2015 (квалификация 2014) | Чехия (на колясках) | 6     |
| 2016 | Чемпионат мира по кёрлингу на колясках (группа Б) 2016          | Чехия (на колясках) | 10    |
| 2019 | Чемпионат мира по кёрлингу на колясках (группа Б) 2019          | Чехия (на колясках) | 3     |